# Papierfabrik Neumünster

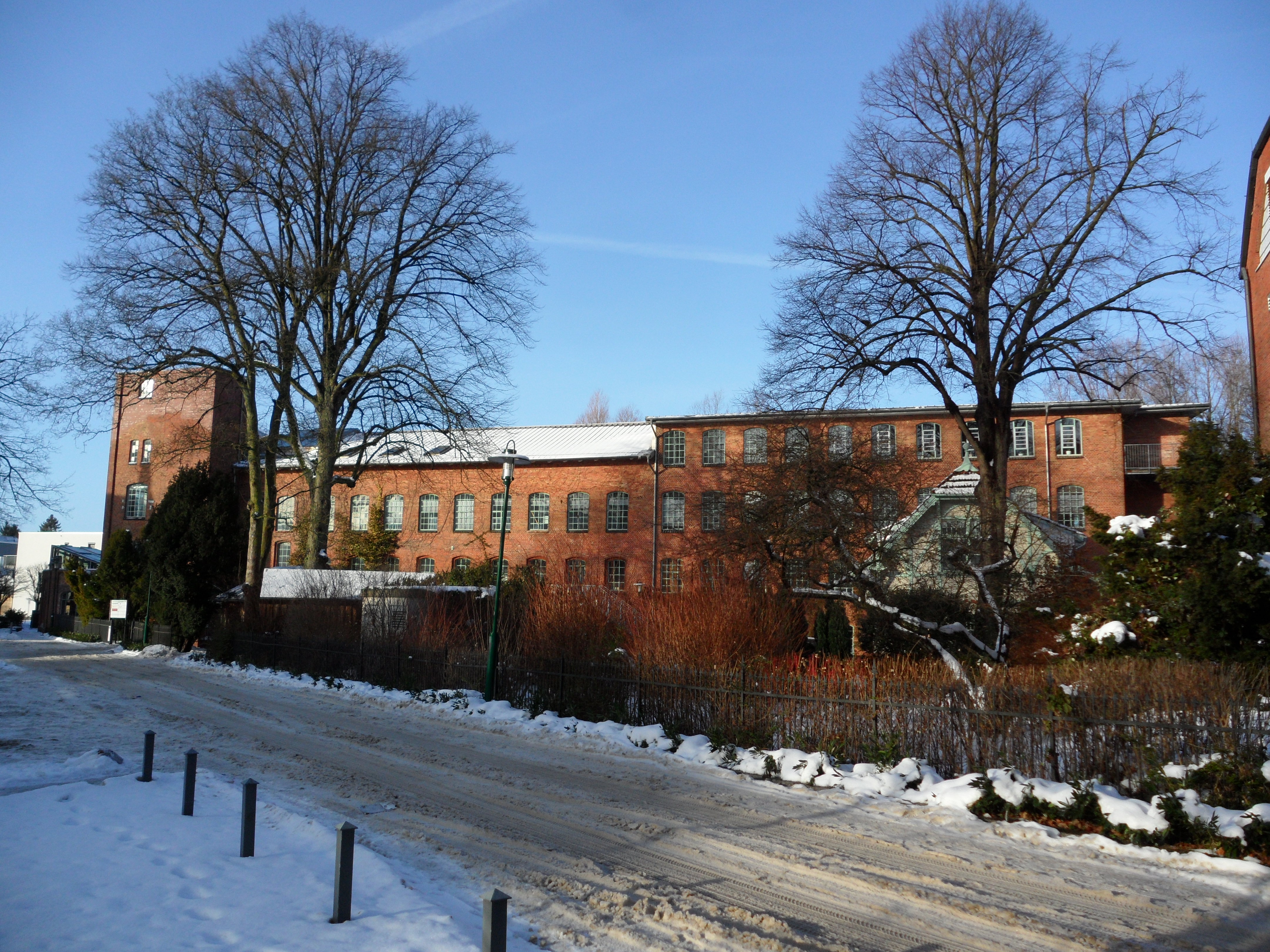
Papierfabrik in Neumünster

Das historische Industriegebäude der Papierfabrik Neumünster hat seine Ursprünge im 19. Jahrhundert.
Im Jahre 1849 kaufte der Unternehmer Gottfried Möller das Gelände der heutigen Papierfabrik und begann in neuen Räumen eine Färberei für Bunt- und Chrompapiere. Gottfried Möller, Sohn des Papiermüllers Claus Hinrich Möller aus Groß Kummerfeld, konzentrierte sich nach einer Papiermacherlehre auf das Buntfärben von Papier. Um es glänzend zu machen, konstruierte er selbst Glätten aus Steinen. Schon 1850 bezeichnete er sich als „Papierfärber und Besitzer der Papierfärberei des vaterländischen Industrievereins in Neumünster“.
Das jetzige Gebäude der Papierfabrik gewann in der Unternehmensgeschichte erst Bedeutung, als am 19. Januar 1911 ein Großfeuer das Hauptgebäude der Buntpapierfabrik zerstörte und dieses Gebäude aufgestockt und die Papierfärberei hier hinein verlegt wurde. Im Jahr 1934 übernahm Robert Wahle die Buntpapierfabrik und nutzte sie für ein Bienenzucht-Ausrüstungsunternehmen, andere Räumlichkeiten vermietete er an weitere Unternehmen. Die Stadt Neumünster übernahm das Gebäude im Jahr 1990, um hier ein Industriemuseum einzurichten. Diese Pläne zerschlugen sich allerdings. 
1994 kaufte schließlich der Verleger Uli Wachholtz das Haus der Vorväter zurück und restaurierte das alte Gebäude, das heute auf 2.200 m² als Dienstleistungszentrum Papierfabrik vielfältige Nutzungen zulässt. Die Papierfabrik ist heute außer Dienstleistungszentrum, auch ein Kulturzentrum mit angeschlossenem Restaurant. Zahlreiche Kunstausstellungen – auch im Rahmen des Kunstfleckens in Neumünster – finden regelmäßig in den Räumlichkeiten der alten Fabrik statt.